# Callogorgia versluysi
Callogorgia versluysi är en korallart som först beskrevs av Thomson 1905.  Callogorgia versluysi ingår i släktet Callogorgia och familjen Primnoidae. Inga underarter finns listade i Catalogue of Life.